# بين ماكي
بين ماكي (بالإنجليزية: Ben Mackey) هو لاعب كرة قدم بريطاني في مركز الهجوم، ولد في 27 أكتوبر 1986 في ليمينغتون سبا في المملكة المتحدة. لعب مع كوفنتري سيتي.